# Adolphe-Alexandre Dillens
Pour les articles homonymes, voir Dillens.
Adolphe-Alexandre Dillens est un peintre belge né à Gand en 1821 et mort à Bruxelles en 1877.

## Biographie
Il reçoit l'enseignement de son frère Henri Joseph Dillens. Ses premiers travaux sont de nature historique, mais plus tard il se consacre à des tableaux illustrant la vie paysanne. Il expose au Salon de Bruxelles de 1842 : La Coquette, costume du XVIIIe siècle et Un dimanche en Flandre au XVIIe siècle. Ses œuvres les plus célèbres sont :  
- Ragots à la fenêtre ;

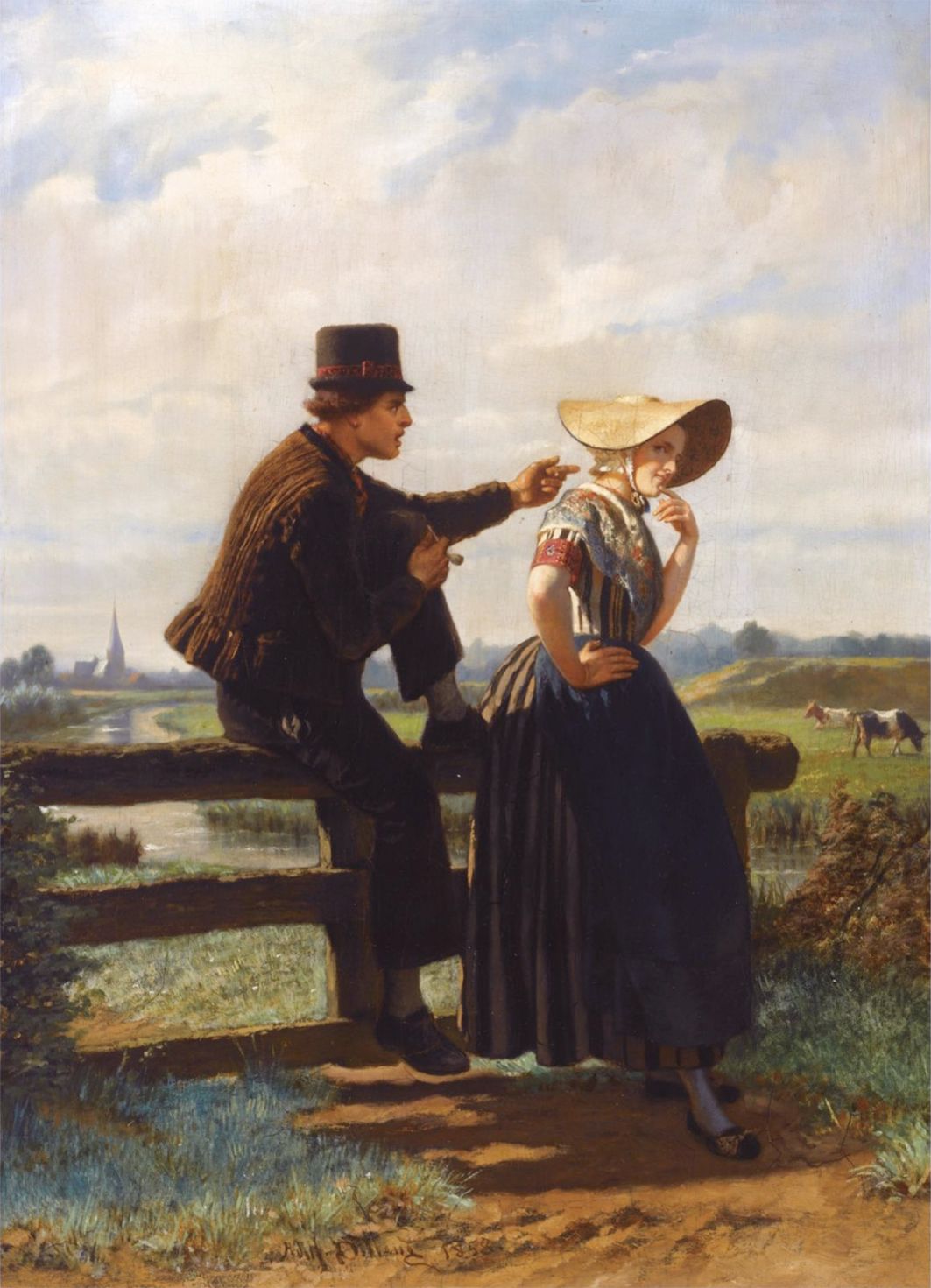
Le flirt, 1858

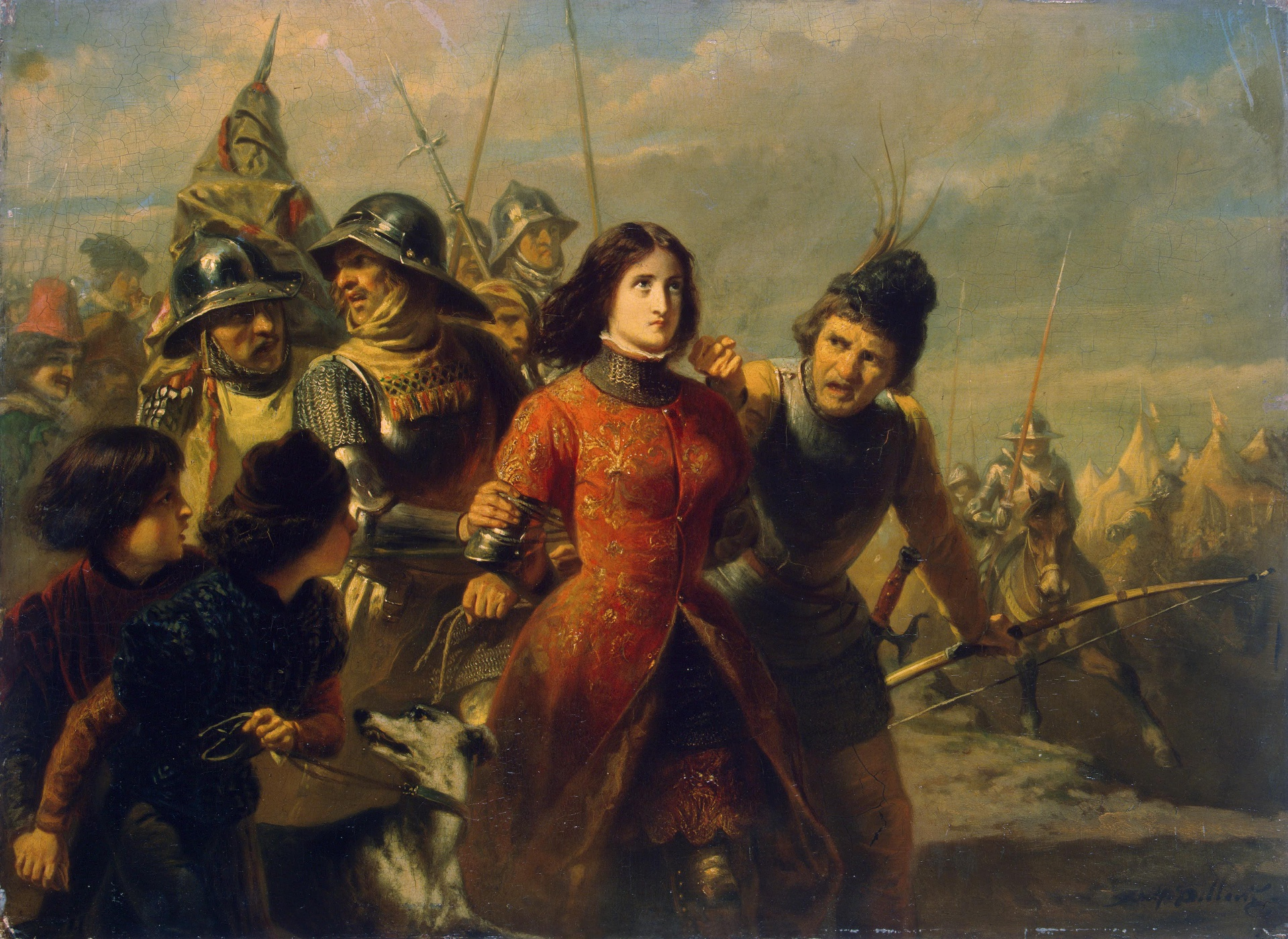
La capture de Jeanne d'Arc, vers 1850, au Musée de l'Ermitage à Saint-Pétersbourg

- Prenant le péage au pont (il existe trois versions de cette peinture) ;
- La Demande en mariage ;
- Une foire à Westchapelle (Paris Exposition internationale de 1855) ;
- Une balle à Goes ;
- Le Jongleur (Salon international de Londres en 1862) ;
- Patineurs ;
- Le Recrutement : soldats autrichiens dans une taverne (Musée royal des Beaux-Arts de Belgique - Musée de Bruxelles).

## Honneur
- Chevalier de l'ordre de Léopold (14 décembre 1860)[2].

### Sources
Cet article provient de "Dillens, Adolf" in Bryan's Dictionary of Painters and Engravers par Michael Bryan, édité par Robert Edmund Graves et Sir Walter Armstrong, en 1886–1889. Publication désormais dans le domaine public .